# Pteronotus fuscus
Pteronotus fuscus és una espècie de ratpenat de la família dels mormoòpids. Viu a les Petites Antilles i la costa caribenya de Colòmbia i Veneçuela, al nord del riu Orinoco. Emet ultrasons a un pic de freqüència de 58,2 KHz. Pesa uns 18 g. Les dades filogenètiques suggereixen que P. fuscus colonitzà Saint Vincent des del nord de Sud-amèrica després de divergir de P. mesoamericanus i P. mexicanus fa aproximadament 1,3 milions d'anys, durant el Plistocè mitjà. El seu nom científic, fuscus, significa 'fosc' en llatí.